# Armando Belletti
Armando Belletti (Collecchio, 30 maggio 1914 – 24 marzo 1998) è stato un calciatore italiano, di ruolo portiere.

## Carriera
Durante la Seconda guerra mondiale militò nel Parma, con cui nel 1943-1944 ha preso parte al Campionato Alta Italia subendo 3 gol in 6 presenze, dopo che in precedenza (nella stagione 1939-1940 e nella stagione 1940-1941) aveva giocato in Serie C, sempre con la squadra emiliana. Nella stagione 1945-1946 gioca ancora nel Parma, con cui subisce 8 reti in 9 presenze nel campionato misto di Serie B/C. Rimane in squadra anche nel corso della stagione 1946-1947, giocata in Serie B, nella quale subisce 29 reti in 29 presenze nella serie cadetta.